# Crash (The Human League-album)
Crash är ett album av den brittiska gruppen  The Human League utgivet 1986. Det producerades av R&B-producenterna Jimmy Jam och Terry Lewis, som också skrev flera av låtarna och medverkade som musiker. 
Albumet nådde bland annat 7:e plats på brittiska albumlistan, 24:e plats på Billboard 200 och 32:a plats på Sverigetopplistan. Från albumet blev låten Human en stor singelhit. Den blev gruppens andra singeletta på Billboard Hot 100 och deras första topp 10-hit på tre år på brittiska singellistan, där den nådde 8:e plats.

## Låtförteckning
1. "Money" (Burden, Oakey, Russell) 3:54
2. "Swang" (Eiland) 4:36
3. "Human" (Jimmy Jam and Terry Lewis) 4:25
4. "Jam" (Oakey, Russell) 4:20
5. "Are You Ever Coming Back?" (Oakey, Russell, Wright) 4:53
6. "I Need Your Loving" (Jimmy Jam and Terry Lewis, Davis, Eiland, Richey, Williams) 3:42
7. "Party" (Burden, Oakey, Russell) 4:29
8. "Love on the Run" (Burden, Oakey, Russell) 3:53
9. "The Real Thing" (Burden, Fellows, Oakey, Russell) 4:17
10. "Love Is All That Matters" (Jimmy Jam and Terry Lewis) 6:05